# Crepidomanes dichotomum
Crepidomanes dichotomum är en hinnbräkenväxtart som först beskrevs av Gustav Kunze och som fick sitt nu gällande namn av Peter John Edwards.
Crepidomanes dichotomum ingår i släktet Crepidomanes och familjen Hymenophyllaceae. Inga underarter finns listade i Catalogue of Life.